# Ishikawa Toraji

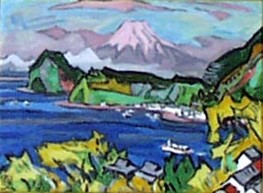
Landschaft mit Fuji

Ishikawa Toraji (japanisch 石川 寅治; * 5. April 1875 in Kōchi; † 1. August 1964, eigentlicher Name Ken’ichi (健一)) war ein japanischer Maler der Yōga-Richtung.

## Leben und Werk
Ishikawa wurde in Kōchi geboren. Mit 17 Jahren besuchte er die Malschule des Koyama Shōtarō (1857–1916), der Malerei im westlichen Stil (Yōga) lehrte. Ishikawa fiel dort  mit seiner Begabung auf und unterstützte 1895 Koyama, der in der Panoramahalle Japan das Wandgemälde „Reiterheer in der Mandschurei“ und zwei Jahre später „Generalangriff auf Port Arthur“ malte. 
1901 war Ishikawa Mitgründer der Künstlergruppe Taiheiyō gakai (太平洋画会) und wurde 1943 Leiter der der Künstlergruppe angeschlossenen Ausbildungsstätte. In den ersten Jahren des 20. Jahrhunderts reiste er durch Europa und die USA. 1913 erhielt er einen Preis auf der Ausstellung des Kultusministeriums Mombushō bijutsu tenrankai, kurz Bunten (文展). In späteren Jahren war er als Berater und Mitglied der Jury der jährlichen Ausstellung tätig. 1947 war er an der Gründung der Shigenkai (示元会) beteiligt, ab 1957 wirkte er dort als Dienstältester. 1953 erhielt er den Preis der Akademie der Künste. 1958 kam er in den Vorstand der Inten, der Nachfolgeeinrichtung der Bunten.
Ishikawa ist bis heute bekannt vor allem durch seine Holzschnitt-Serie „Zehn verschiedene Akte“ (裸女十種, Rafu jūrui) mit den Titeln „Am Morgen“ (朝, asa), „In der Pubertät“ (青春, seishun), „Glöckchen-Ton“ (鈴の音, suzu no oto), „Tanz“ (踊り, odori), „Im Bad“ (浴室にて, yokushitsu nite), „Pause“ (憩い, ikoi), „Lesestoff“ (書物, shomotsu), „Die schwarze Katze“ (黒い猫, kuroi neko), die 1935 bis 1936 entstanden. Später gestaltete er eine ähnliche Serie im Querformat.

## Bilder

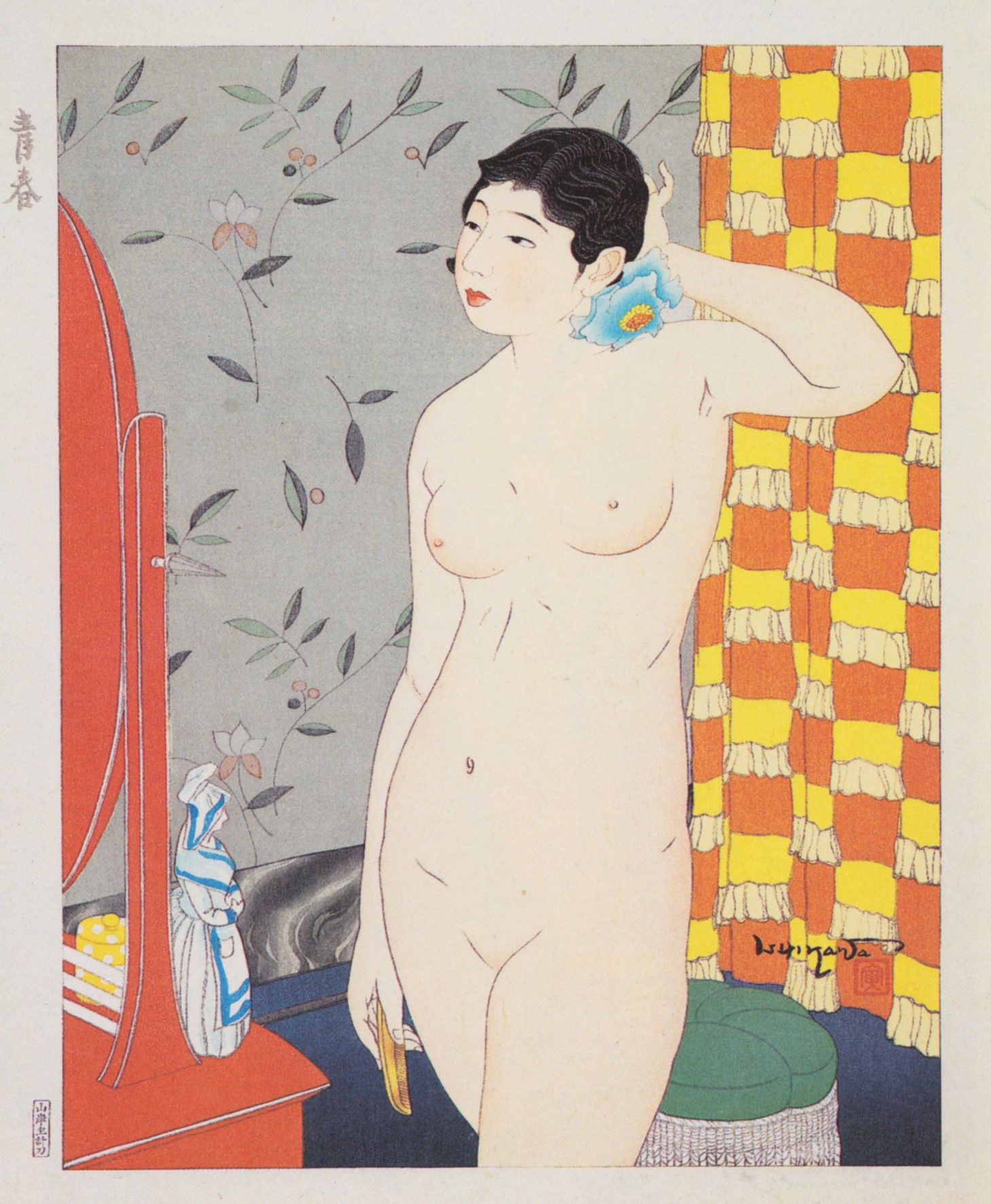
Erwachsen werden
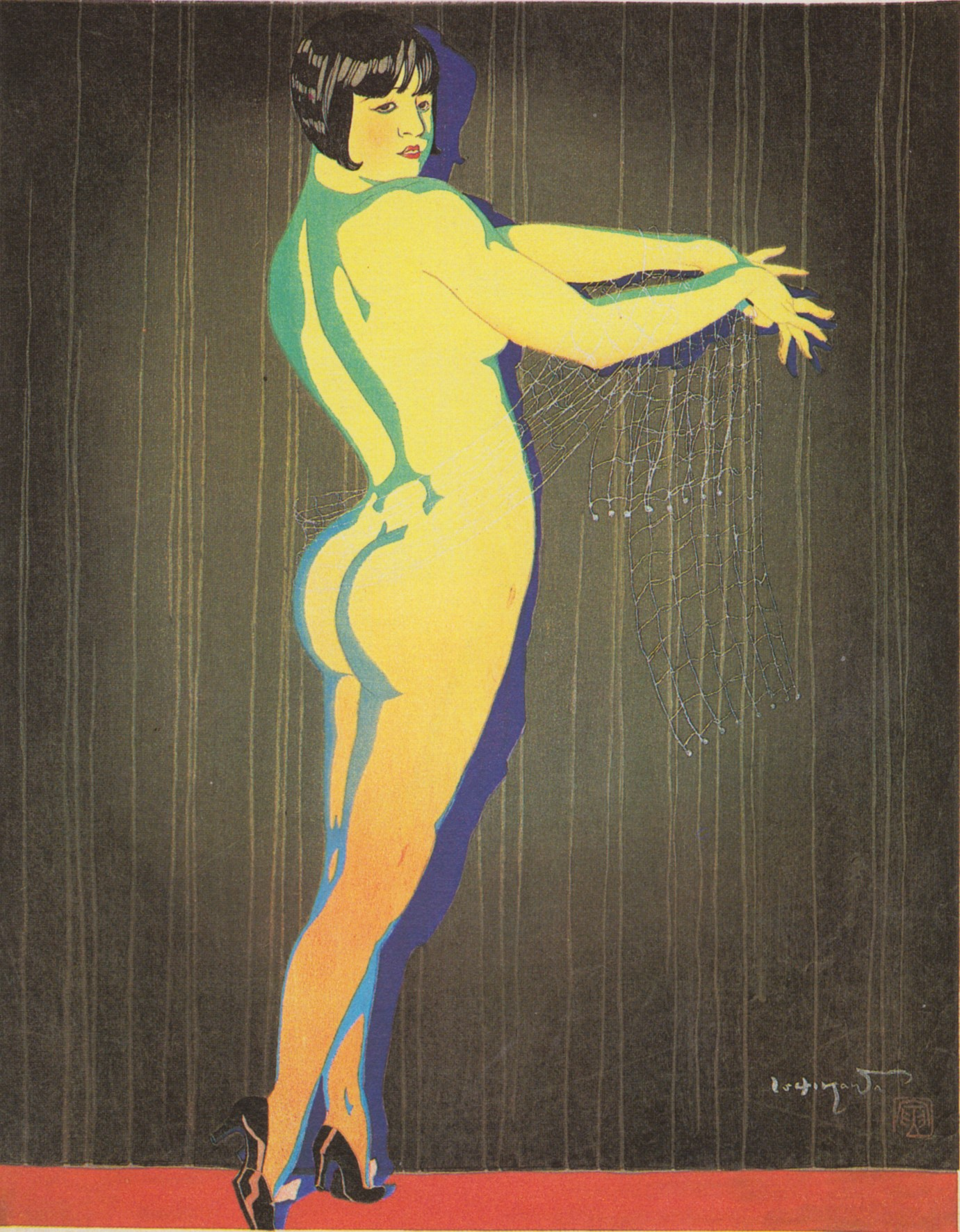
Tanzen
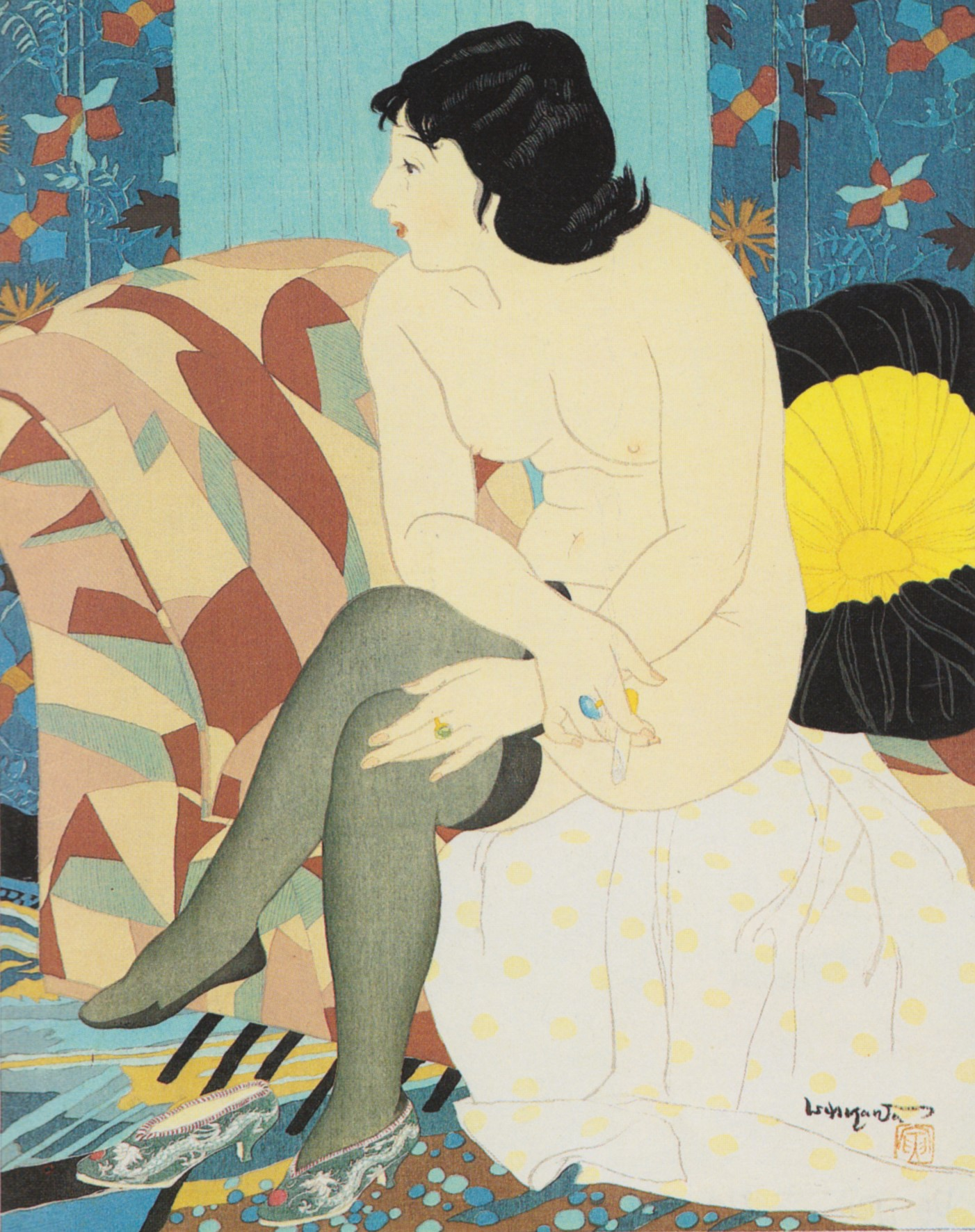
Ruhen
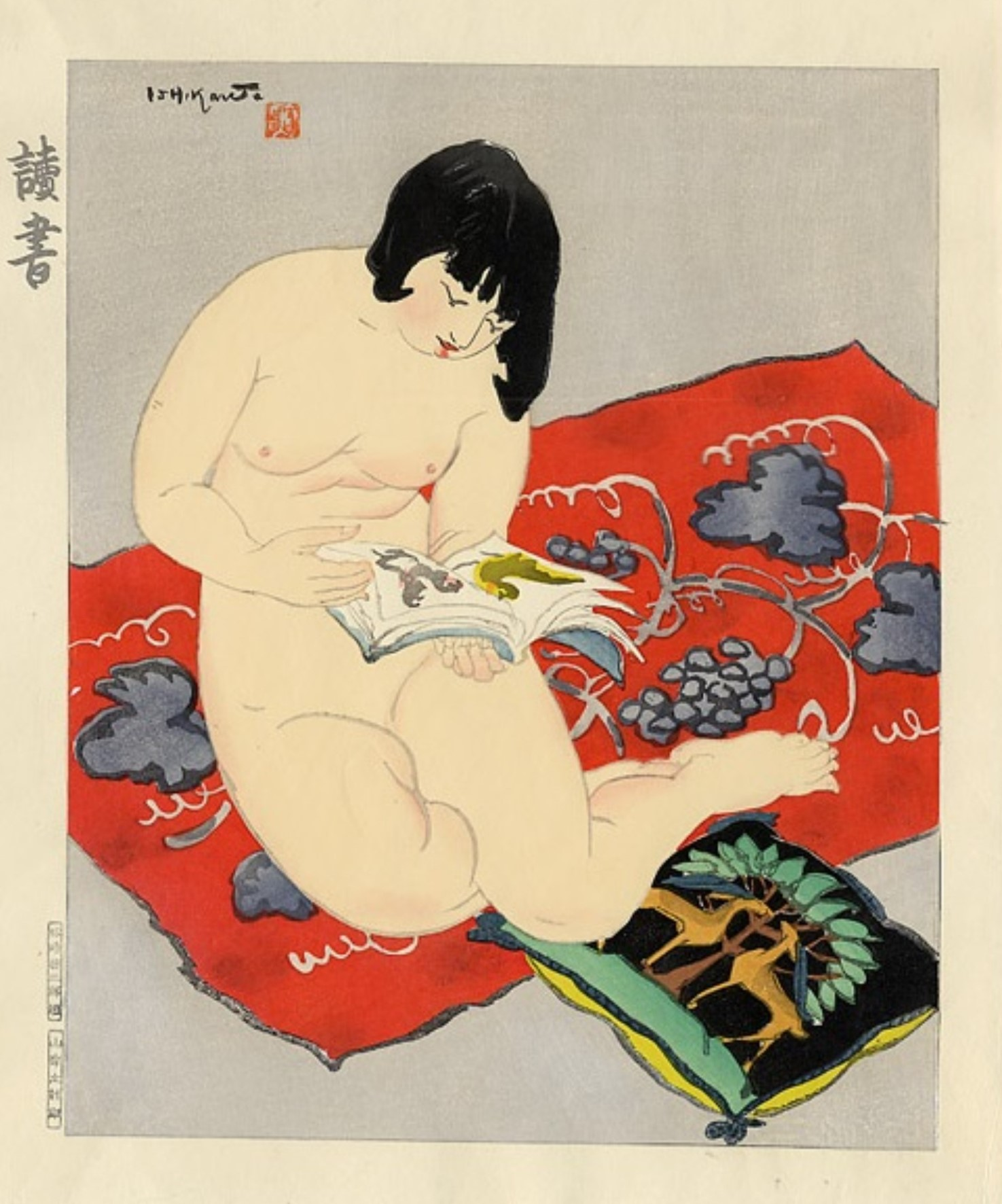
Lesen
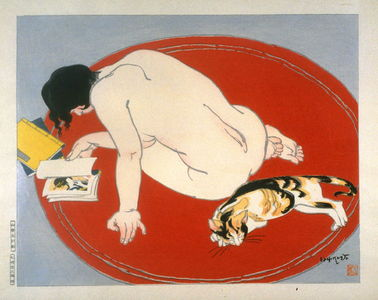
In Gesellschaft
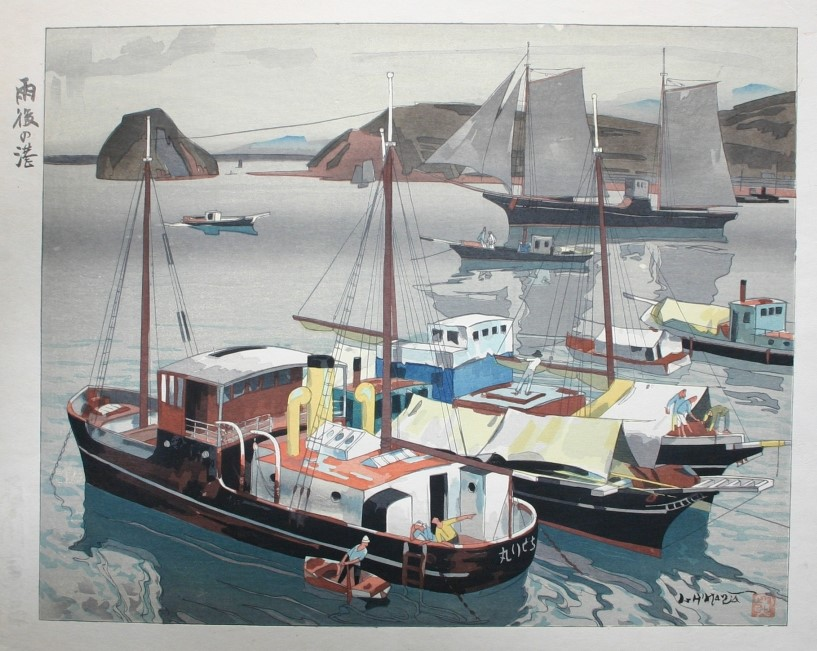
Nach dem Regen